# Великоозерянський заказник
Вели́коозеря́нський зака́зник — ботанічний заказник місцевого значення в Україні. Розташований у межах Сарненського району Рівненської области, на південь і схід від села Великі Озера.
Площа 6111 га. Статус присвоєно згідно з рішенням Рівненської обласної ради від 27.03.2009 року № 1195. Перебуває у віданні ДП «Дубровицький лісгосп» (Будимлянське л-во, кв. 40-43; Великочеремельське л-во, кв. 13, 17, 22-23, 27-30, 34-56; Великоозерянське л-во, кв. 1-4, 48-52, 54-63, 65-66).
Статус присвоєно для збереження кількох частин лісового масиву з насадженнями сосни, берези і (на перезволожених ділянках) вільхи. Є розлогі ділянки лісових боліт.